# Philodromus sanjeevi
Philodromus sanjeevi este o specie de păianjeni din genul Philodromus, familia Philodromidae, descrisă de Gajbe în anul 2004. Conform Catalogue of Life specia Philodromus sanjeevi nu are subspecii cunoscute.